# 玉ちゃんファイト
玉ちゃんファイト（たまちゃんファイト）は、京楽産業.が販売したパチンコ機で羽根モノに属する。「たぬ吉君2」の後継機として登場した。賞球数は6&11。
ここでは、「玉ちゃんファイト」の後継機種である「がんばれ丸ちゃん」、「CRぱちんこたぬ吉くん」についても詳述する。

## 玉ちゃんファイト
盤面脇下左右にはACT1、盤面下部にはACT2とそれぞれ羽根開放チャッカーがついており、ACT1は0.5秒の開放が1回、ACT2は0.75秒開放が2回発生する。羽根に拾われた玉は役物内部の上段ステージ上に落ちる。役物は左右に回転体、中央には玉ちゃんの人形が存在し、玉は回転体に吸い込まれるとまずV入賞は無い。玉が玉ちゃんの腹部にあるポケットに入ると、そのまま下段ステージ中央を下りてきて、高確率でV入賞する。ポケットに入らなくても、上段ステージ中央付近から落ちた玉がブレずに下段ステージ中央を走ったり、玉ちゃんと回転体の間あたりに入った玉が下段ステージを斜めに走ってV入賞することもある。
ラウンド数は1、2、15R。V入賞時に役モノ上部に搭載されているドットが作動し、止まった絵柄によってラウンド数が異なる（ラッパ＝1R、ピストル＝2R、玉ちゃん＝15R）。ラッパが出れば「3等賞」、ピストルなら「2等賞」、玉ちゃんなら「1等賞」というボイスが流れる。ちなみに、1等賞が当選した時は、玉ちゃん絵柄が通り過ぎようとした後に再び玉ちゃん絵柄に戻る演出になっている。
ラウンド中はポケットが絶えず開閉を続け、玉がポケットに入るとラウンド終了まで貯留され、ラウンド継続がほぼ保障される。ラウンド中に玉が10個入賞する前にV入賞するとその時点でラウンドは終了して次ラウンドへ進む。
15R当選後のみ、次回V入賞までポケットの開放時間が延長され、1、2R入賞時と比べV入賞しやすくなる（仮に15R消化中にパンクしても、この開放時間の延長は有効）。
盤面のセル画のデザインが複数あるが、特にスペック・性能面での差異はない。
『ファインプレー』（マルホン）とともに根強い人気を保っており、長年稼動するホールが多かった。
現在では、玉ちゃんは京楽の機種の多くで大当り確定のプレミアキャラとして登場している。

## がんばれ丸ちゃん
2003年6月、事実上の後継機種である「がんばれ丸ちゃん」が登場。丸山茂樹をモチーフとしたもので、仕組みは玉ちゃんファイトとほぼ同じく（実際は、役モノ左右の回転体の向きが違う）、中央のポケットに入ればV入賞の可能性が高くなっているもの。
V入賞すれば、1R・5R（一部のスペックのみ）・15Rのいずれかに振り分けられ、出玉が得られる仕組みとなっている。

## CRぱちんこたぬ吉くん
2006年5月に更なる後継機として「CRぱちんこたぬ吉くん」が登場。役物の仕組みは玉ちゃんファイトと同じものであるが、スペックが大幅に変更された。

### 概要
- 3箇所の羽根開放チャッカーは全て0.4秒×1回または2回開放（24:1の比率）である。真ん中のチャッカーだけは電チューが搭載されており、電チューが開かないと真ん中の開放チャッカーには玉が入らない仕組みとなっている。
  - 羽根は「GO!」と表示されれば1回、「GO!」と表示されれば2回開放する。
- ラウンド数は1R（♥・約33％）、3R（♣・約24％）、5R（♦・約19％）、7R（♠・約10％）、15R（V・約14％）の5種類となった。（　）内は表示マーク・抽選確率である。但し、現行規則では最初のV入賞を1ラウンド目とするため、表示は確定ラウンド数+1で表示される（3R確定なら4）。
  - V入賞後に中央部のLED部で抽選演出が行われ、マークと確定したラウンド数が表示される。抽選演出は「ノーマル抽選」→「釣り抽選」→「葉っぱ抽選」→「ガンマン抽選」→「飛行機抽選」があり、飛行機抽選が15Rの期待度が一番高い。
  - ラウンド中の昇格演出はなく、最初に表示されたラウンド数で確定。
  - 盤面に向かって左端中央に3段の7セグがあり、上段1桁は光った形によってラウンド数と時短の有無、中段2桁はラウンド数（V入賞後）、下段2桁は現在のラウンド数（羽開閉時に「1」と表示され、V入賞時はそのまま、ハズレ後は「0」に戻る）がそれぞれ表示される。つまり羽根開放チャッカー入賞と同時に、上段7セグでラウンド数・時短の有無が決定、更にV入賞後の中段7セグでラウンド数（例えば3Rが確定すれば「4」）が表示されるため、抽選演出は無意味。これは後継機種「CR羽根ぱちんこウルトラセブン」なども同じ。

- 「たぬ吉スロット」と呼ばれる機能が搭載された。羽根開放チャッカーに入賞すると、羽根が開く代わりにデジタルが回転し、7が揃えば15R大当たりとなる。その際上段7セグに「7」と表示（7セグの左上縦棒が無い表示。ハズレの場合は「－」が表示される）、中段7セグに「15」と表示される。出現確率は6/397で、信頼度は1/6、当選確率1/397（メーカー発表による）。
- 時短機能が搭載された。これにより大当たり終了後、次回大当たり又は100回転終了まで前述の真ん中の開放チャッカーの電チュー開放時間を長くする事により玉持ちが良くなり、更にたぬ吉くんのポケット開放時間を長くする事により次回V入賞がしやすくなる。
  - 時短突入確率は、1Rは約14％、3Rは20％、5Rは25％、7Rは50％で、15Rは時短確定。時短機能が発動すると、「シャキーン」という音とともに盤面右中央の「たぬ吉チャンスランプ」が点灯する。このランプの点灯タイミングは15ラウンド決定直後、それ以外ではラウンドのカウントダウン後、大当たり終了時と様々である。
- 羽根開放チャッカーが、4個まで保留できるようになった。